# Leandro Desábato
Leandro Desábato (24 de janeiro de 1979) é um ex-futebolista argentino que atuava de zagueiro. É primo do volante homônimo, Leandro Luis Desábato, que atua no Rosario Central, da Argentina.
No dia 13 de Abril de 2005, ganhou as manchetes de todo o mundo por ter sido preso em São Paulo, logo após um jogo do Quilmes contra o São Paulo FC pela Libertadores, sob a acusação de ter se expressado de maneira racista em relação ao atacante são-paulino Grafite durante a disputa da partida. Ficou dois dias presos em uma delegacia próxima ao Morumbi, e, após pagar uma fiança de R$10.000, foi liberado para responder o processo em liberdade, depois de assinar um documento se comprometendo a voltar ao Brasil sempre que o processo exigir.
As imprensas brasileira e argentina consideraram a atitude da polícia paulista correta, indicando até a possibilidade de servir de exemplo para a Europa, que sofre com o problema de forma cada vez mais intensa. Já alguns jornalistas argentinos criticaram e acreditam que a medida foi exagerada. Na Argentina, não existe punição na lei para tratamento verbal de cunho racista.